# Celmia color
Espèce
Celmia color est un papillon de la famille des Lycaenidae, de la sous-famille des Theclinae et du genre Celmia.

## Dénomination
Celmia color a été décrit par Herbert Druce en 1907 sous le nom initial de Thecla color.
Synonyme: Thecla wickhami Riley, 1919.

### Nom vernaculaire
Celmia color se nomme Color Hairstreak en anglais.

## Description
Celmia color est un petit papillon aux pattes et aux antennes cerclés de blanc et noir, avec une fine et longue queue à chaque aile postérieure.
Sur le dessus les ailes sont marron avec aux ailes antérieures une plage turquoise métallisé le long du bord interne alors que les ailes postérieures sont turquoise métallisé largement bordées de marron.
Le revers est beige avec une fine ligne postdiscale.

## Écologie et distribution
Celmia color est présent au Pérou, au Brésil, en Guyana et en Guyane,,.

### Protection
Pas de statut de protection particulier.